# Inside Mœbius
Inside Moebius est une série de bande dessinée de Jean Giraud / Moebius en 6 volumes. Ces livres ont été publiés entre 2004 et 2010 aux éditions Stardom aujourd'hui dénommées Moebius production. 

## Synopsis
L'auteur se met en scène dans le désert B, un lieu qu'il a lui-même créé, et accompagné des principaux personnages de ses bandes dessinées et de son moi des années 1970. À partir de dessins plus ou moins improvisés, l'auteur va revisiter sa carrière, ses choix, ses doutes et tenter de répondre aux nombreuses questions de son moi jeune et de ses personnages.
Comme le note l'éditeur « L'humour de l'auteur évite toute tentation ego maniaque et l'on suit avec amusement ses tentatives plus ou plus ou moins fructueuses de sortir de sa condition fatale de marionnette. »

## Personnages
- Jean Giraud / Moebius : l'auteur lui-même à différents âges : dessinateur débutant dans les années 70 et à l'âge de conception des carnets.
- Major Grubert : le personnage principal dans Le Garage hermétique. Il évolue dans un monde à plusieurs niveaux qu'il a lui-même créé.
- Malvina : compagne du Major Grubert et présente dans Le Garage hermétique.
- Geronimo : chef indien et personnage ayant fictivement cotoyé Blueberry dans de nombreuses aventures.
- Arzach : arpenteur en charge de surveiller des planètes, chevauchant un oiseau bio-mécanique appelé ptéroïde.
- Blueberry : officier de l'armée américaine dont les aventures se situent après la guerre de Sécession.

## Accueil critique
Ces livres sont d'une grande originalité par rapport à l'ensemble de l'œuvre de l'auteur. Ils lui permettent de prendre du recul sur sa carrière et son parcours personnel sous la forme d'une fiction mêlant réflexions philosophiques et humour. Le style du dessin évolue constamment depuis le simple croquis jusqu'au dessin très travaillé, mais reste "d'une virtuosité ahurissante". T. Pinet note « Il est rare de se dévoiler ainsi avec une telle sincérité dans le propos, les vertus de la thérapie par l'écrit expliquent sûrement cette audace ».
L'intégrale publiée en 2016 reprend les six volumes et permet d'appréhender la trajectoire globale de l'œuvre comme le relève M. Géreaume « Avec son aspect autocentré et ses dessins plus immédiats, cette aventure dans le "Désert B" (jeu de mots avec désherber, lorsqu'il arrêta la fumette) est un formidable témoignage de ce que l'esprit vif et toujours vert de Giraud a pu apporter à la bande dessinée et à l'art en général ».

## Publications
- Inside Mœbius T1, Stardom,  (ISBN 2908766418), 2004
Scénario et dessin : Mœbius - Couleurs : Moebius,Stéphane Peru

- Inside Mœbius T2, Stardom,  (ISBN 2908766426), 2006
Scénario et dessin : Mœbius - Couleurs :   Moebius,Juliette Meunier

- Inside Mœbius T3, Stardom,  (ISBN 9782908766431), 2007
Scénario et dessin : Mœbius - Couleurs :  Moebius,Juliette Meunier

- Inside Mœbius T4, Stardom,  (ISBN 9782908766448), 2008
Scénario et dessin : Mœbius - Couleurs :  Moebius,Juliette Meunier

- Inside Mœbius T5, Stardom,  (ISBN 9782908766455),  2008
Scénario et dessin : Mœbius - Couleurs :  Moebius,Juliette Meunier

- Inside Mœbius T6, Stardom,  (ISBN 9782908766462), 2010
Scénario et dessin : Mœbius - Couleurs :  Moebius,Juliette Meunier

- Intégrale Tout Inside Mœbius , Mœbius Productions,  (ISBN 9782908766684),  2016
Scénario et dessin : Mœbius - Couleurs :  Moebius,Stéphane Peru,Juliette Meunier

- L'intégrale en deux volumes Inside Mœbius , Mœbius Productions,  (ISBN 9782908766684),  2022
Scénario et dessin : Mœbius - Couleurs :  Moebius,Stéphane Peru,Juliette Meunier